# Prionapteryx termia
Prionapteryx termia là một loài bướm đêm trong họ Crambidae.